# Оттепель (телесериал)
«О́ттепель» — российский двенадцатисерийный драматический телесериал режиссёра и сосценариста Валерия Тодоровского, производство киностудии «Мармот-фильм». Премьерный показ состоялся на «Первом канале» со 2 по 10 декабря 2013 года.
Герои сериала — советские кинематографисты, жившие в 1960-х годах, когда начинал работу Пётр Тодоровский — отец режиссёра.

«Этот фильм, конечно, посвящён моему папе и его друзьям, многие из которых уже ушли, их не так много осталось. А это были фантастические люди, и они прожили фантастически яркую жизнь».— режиссёр Валерий Тодоровский
1 апреля 2014 года телесериал «Оттепель» получил специальный приз Совета Российской академии кинематографических искусств «Ника» «За творческие достижения в искусстве телевизионного кинематографа» за 2013 год. В 2015 году был удостоен премии Правительства Российской Федерации.

## Сюжет
Время действия — 1961 год. Кинооператор Виктор Хрусталёв попадает в сложную ситуацию. Его подозревают в причастности к гибели друга, талантливого сценариста Кости Паршина, который покончил с собой во время запоя. Органы пытаются любыми способами посадить Хрусталёва в тюрьму. Виктору надо снять комедию «Девушка и бригадир», чтобы получить разрешение сделать фильм «Осколки» по замечательному сценарию, оставшемуся после погибшего друга-сценариста. Этот сценарий хочет поставить молодой режиссёр Егор Мячин. Хрусталёв устраивает его стажёром к маститому режиссёру Кривицкому на комедию. В этом же фильме снимаются бывшая жена Хрусталёва, Инга, и его молодая возлюбленная Марьяна, в которую влюблён и Егор Мячин.

## История создания
Идея снять сериал появилась у Валерия Тодоровского, когда он познакомился с Мэттью Вайнером, создателем американского сериала «Безумцы» (англ. Mad Men) о буднях рекламного агентства в 60-е годы XX века. На вопрос,             откуда взялся его сериал, Вайнер ответил, что его папа был рекламщиком, он вырос в этой среде. Валерий Тодоровский вырос в среде кинематографистов, и он решил снять сериал, основываясь на жизни отца (оператора и режиссёра Петра Ефимовича Тодоровского) и людей, окружавших его. «Я не снимал двенадцать серий про политическое явление. Мне было интересно снимать про людей, про их ощущения», отмечает режиссёр. Но в картине нет конкретных людей, режиссёр пользовался некими архетипическими, мифологическими в кинематографическом мире характерами и смешивал их так, чтобы можно было только угадывать какие-то черты определённых личностей. По словам Тодоровского, в образе директора киностудии есть черты директора «Мосфильма» Сизова (в прошлом — генерала МВД), замминистра кинематографии Павлёнка (в прошлом — белорусского партизана) и режиссёра Пырьева, в образе кинооператора Хрусталёва есть черты операторов Рерберга, Княжинского, Юсова и Лебешева, в образе режиссёра-стажёра Мячина — много от молодого Эльдара Рязанова времён «Карнавальной ночи». Прообразом персонажа «Петя из Одессы», к которому в финале уезжает Хрусталёв, послужил Пётр Тодоровский. 

«Один из самых интересных вызовов для меня в этом фильме заключался в том, что я хотел сделать фильм про сложных, противоречивых людей. Там нет хороших и плохих. Они все и хорошие, и плохие, и замечательные и ужасные, и лживые, и очень честные, и при этом с принципами, но способные на предательство. Я хотел сделать фильм про сложных людей»— режиссёр Валерий Тодоровский
Валерий Тодоровский уже обращался в своём творчестве ко времени 60-х — в 1993 году по его сценарию была снята картина «Над тёмной водой» режиссёра Дмитрия Месхиева. В титрах стояло посвящение «поколению наших отцов», но представители шестидесятников оскорбились, увидев в фильме издёвку и насмешку над их молодостью. Сюжет и герои балансировали между «Заставой Ильича» и «Июльским дождём». Спустя двадцать лет Тодоровский вновь вернулся к этой эпохе — эпохе юности своих родителей. Журналист Ксения Ларина отмечает, что его сегодняшний взгляд на время и на людей в нём — совсем иной, без стёба, без желания высмеять и призвать к ответу, без предъявления счёта, без попытки обвинения.
Валерий Тодоровский впервые выступил в качестве режиссёра-постановщика телесериала (до этого он только продюсировал телевизионные сериалы и снимал полнометражные художественные фильмы).
Сценарий писался полтора года, все 12 серий были сняты за три месяца. Натурные съёмки проходили в Минске: там проще делать фильмы, действие которых разворачивается в советские годы, меньше рекламы и прочих примет времени.

## В ролях
| Актёр                      | Роль                                                |
| -------------------------- | --------------------------------------------------- |
| Евгений Цыганов            | оператор Виктор Сергеевич Хрусталёв                 |
| Александр Яценко           | режиссёр-стажёр Егор Ильич Мячин                    |
| Анна Чиповская             | студентка МГУ Марьяна Пичугина                      |
| Виктория Исакова           | актриса Инга Витальевна Хрусталёва                  |
| Михаил Ефремов             | режиссёр Фёдор Андреевич Кривицкий                  |
| Светлана Колпакова         | домохозяйка Надя жена Кривицкого                    |
| Яна Сексте                 | оператор Люся Полынина                              |
| Павел Деревянко            | актёр Геннадий Петрович Будник                      |
| Евгений Волоцкий           | портной Александр (Санча) Пичугин брат Марьяны, гей |
| Нина Дворжецкая            | второй режиссёр Регина Марковна                     |
| Виктор Хориняк             | актёр Руслан                                        |
| Анна Котова                | гримёр Лида                                         |
| Паулина Андреева           | певица Дина                                         |
| Владимир Гостюхин          | директор Мосфильма Семён Васильевич Пронин          |
| Василий Мищенко            | следователь Цанин                                   |
| Андрей Смирнов             | отец Виктора Сергей Викторович Хрусталёв            |
| Лариса Малеванная          | бабушка Марьяны Зоя Александровна                   |
| Ольга Штыркова             | дочь Хрусталёвых Ася                                |
| Фёдор Лавров               | сценарист Костя Паршин                              |
| Надежда Маркина            | художник по костюмам Ольга Филипповна               |
| Валерий Тодоровский        | режиссёр                                            |
| Дута Схиртладзе            | директор фильма Гия Ревазович Таридзе               |
| Евгения Брик               | Лариса                                              |
| Константин Чепурин         | реквизитор Аркадий Владимирович Сомов               |
| Виктор Добронравов         | старый друг Хрусталёва Пётр                         |
| Софья Каштанова            | Софи Лорен                                          |
| Сергей Бондарчук (младший) | Сергей Бондарчук                                    |
| Никита Ефремов             | Олег Ефремов                                        |
| Антонина Паперная          | Татьяна Самойлова                                   |
| Александр Суцковер         | адвокат                                             |
| Светлана Никифорова        | гримёр Женя                                         |
| Анастасия Прокофьева       | костюмер Елена                                      |
| Елена Мельникова           | сотрудница Дома моделей                             |
| Ольга Клебанович           | секретарша Пронина Лидия Ивановна                   |
| Нино Кантария              | мачеха Виктора Нина Хрусталёва                      |
| Анастасия Попова           | актриса Оксана                                      |
| Федот Львов                | реквизитор Дыня                                     |
| Андрей Заводюк             | любовник Инги Павел                                 |
| Андрей Душечкин            | свидетель-звукооператор                             |
| Виктор Молчан              | муж Регины Марковны Сергей                          |
| Анастасия Жаркова          | помреж («хлопушка»)                                 |
| Ирина Обидина              | проводница                                          |
| Андрей Дударенко           | член худсовета Виктор Моисеевич                     |

## Съёмочная группа
- Режиссёр-постановщик — Валерий Тодоровский
- Авторы сценария — Валерий Тодоровский, Алёна Званцова, Дмитрий Константинов
- Операторы-постановщики — Иван Гудков, Фёдор Лясс
- Художник-постановщик — Владимир Гудилин
- Композитор — Константин Меладзе
- Художник по костюмам — Владимир Купцов
- Художник по гриму — Ирина Мельникова, Елена Соколова
- Хореограф — Олег Глушков
- Продюсеры — Валерий Тодоровский, Максим Коропцов, Елена Кожанова

## Музыкальное сопровождение
Специально для телесериала «Оттепель» музыку и песни написал композитор Константин Меладзе.
Во время работы над музыкой к фильму он постарался войти в роль кинокомпозитора конца 1950-х — начала 1960-х годов. Для этого он прослушал очень много советской музыки тех времён, которая во времена «оттепели» была на редкость «фирменной».[уточнить] Но в большей степени, по его словам, он ориентировался на творчество итальянского композитора Нино Рота. Примерно такая музыка звучала тогда в итальянских и советских фильмах. Советская эстрадная музыка, считает Меладзе, вообще была ближе всего к западной именно в 1960-е годы. Тогда были невероятно стильные и раскованные артисты, такие как певица Лариса Мондрус и другие кумиры тех лет. Позже, когда период «оттепели» закончился, за музыкой стали следить, стали держать её под контролем.
В фильме «Оттепель» звучит много инструментальной музыки, для записи которой Меладзе искал аутентичные синтезаторы, электроорганы, барабаны, которых очень много в аранжировках. Во время студийного сведения звук был слегка «испорчен», чтобы он не был таким лощёным, как сейчас, и приобрёл «ламповое» звучание. Кроме того, в саундтреке использованы гитарные импровизации Тодоровского-старшего.
Помимо инструментальной музыки, Константин Меладзе написал две песни к фильму. Сначала композитор пробовал записывать их с известными профессиональными вокалистами, как и в фильме «Стиляги». Но пение современных исполнителей, по мнению Меладзе, не ложилось в кино Валерия Тодоровского. В его фильмах нужно петь актёрски: не голосом, а душой. Так что здесь, как и в «Стилягах», поют в основном те, кто играет роли:
- «Оттепель» (музыка и слова Константина Меладзе) — исполняет актриса Паулина Андреева[14][15].
- «Нет для любви преград» (музыка и слова Константина Меладзе) — исполняют актёры Виктория Исакова (солирует), Анна Чиповская, Таша Круз, Марина Литвинова, Рубен Толмачёв, Константин Меладзе.

Также в сериале звучат песни конца 1950-х — начала 1960-х годов:
- «Эй, рулатэ», в исполнении Гелены Великановой;
- «Давай никогда не ссориться», в исполнении Тамары Миансаровой;
- «Мой милый», в исполнении Нины Дорда;
- «Не встретимся», в исполнении Нины Дорда;
- «Троллейбус», в исполнении Ирины Бржевской;
- «She She Little Sheila», в исполнении «Gene Vincent & His Blue Cap»;
- «My Baby Don't Low», в исполнении «Gene Vincent & His Blue Cap».

## Соответствие эпохе
«Я снимал не документальный фильм, а миф! Но миф, очень похожий на правду. Главное — дух той поры». «Оттепель» — это не реалистичное отражение 60-х, а ощущения от той эпохи, наше понимание легенды. Поэтому фильм такой красивый чисто с визуальной точки зрения".— режиссёр Валерий Тодоровский 
Для фильма было пошито более сотни костюмов, и какое-то количество вещей было куплено в антикварных магазинах и на блошиных рынках. Эти костюмы служили эталоном, с них «подсматривались» технология, силуэт, ткани, обработка, форма того или иного платья. 

«Мы старались, чтобы они полностью соответствовали духу того времени, но режиссёром была поставлена определённая задача: „Мне бы хотелось, чтобы это было красиво! Мне не нужна абсолютная документальность и глубокие изыскания на тему того, что тогда действительно носили“. То есть имелось в виду, что в жизни могло быть беднее, серее, проще. Но у нас это должно быть в первую очередь красиво».— художник по костюмам Владимир Купцов
Больше всего костюмов было у двух главных героинь — Анны Чиповской и Виктории Исаковой. У каждой из них было порядка 25 нарядов. По словам Анны Чиповской, для создания атмосферы у актрис под платьями были все атрибуты — бельё шестидесятых, с поясом, с чулками. Экипировка сложнейшая для ношения каждый день, но помогала создавать нужный силуэт".
Художники нашли в хорошем состоянии настоящие антикварные корсеты, лифчики, трусы того времени, подчёркивающие фигуру. Актрисы с радостью надевали это бельё. И даже когда не было откровенных сцен, предпочитали вниз надевать именно его.
Красный «Москвич», на котором разъезжает Виктор Хрусталёв, — точно такой же, какой был у Петра Тодоровского. Валерий Тодоровский вспоминает, что денег не хватало, жили в коммуналке, но Пётр Ефимович всё равно купил машину. А в компаниях родителей, которые собирались у них дома — половина была в белых брюках и модных очках .

## Критика и отзывы
Киновед Юрий Богомолов отмечает вал претензий и неудовольствий, высказанных в соцсетях ещё до окончания показа сериала. «„Оттепель“ терзают на предмет исторической подлинности. Покрой одежды не тот, и сама одежда не та, и вешалка, что в прихожей у Хрусталёва — из Икеи. Курили, мол, не так дымно, пили не столь интенсивно. Герои не похожи на своих прототипов. И так далее… Даже очень взрослые люди с гуманитарным образованием не всегда могут смириться с условностью художественного изображения. У одних не получается психологически преодолеть рампу, другие ни в какую не соглашаются с её иллюзорностью».
Киновед Витта Рамм отмечает типажную достоверность артистов Светланы Колпаковой, Яны Сексте, Александра Яценко, Василия Мищенко в ретро-сказке Тодоровского. Но главные героини, на её взгляд, всё-таки не из того времени. Посмотрев 6 серий фильма, Витта Рамм отмечает слабое развитие характера главного героя.
Телеобозреватель Ирина Петровская в своей статье «Научимся ли мы когда-нибудь смотреть кино просто как зрители?» отмечает поток безапелляционных высказываний критиков «Оттепели» об обнаруженных несоответствиях, словно речь идёт не о художественном, а о документальном произведении, и словно эти несоответствия лично оскорбляют их чувства. По мнению Ирины Петровской, Валерий Тодоровский «снял отличное и глубоко личное кино, в котором передал, как помнил, атмосферу того времени, взаимоотношения людей того времени, конфликты и проблемы того времени. И в этом кино, если смотреть его внимательно и без изначальной предубеждённости, есть всё: и война в анамнезе большинства героев, и политика, и драма художника, вынужденного идти или не идти на компромисс с самим собой и с системой, и любовь, и счастье».
Журналист Ксения Ларина отмечает идеальный подбор актёров, тщательную разработку каждого персонажа и особое чувство сопричастности, с которым воссоздана эта почти мифологическая эпоха.
Дмитрий Быков видит главное достоинство сериала в том, что Валерий Тодоровский не стал сосредотачиваться на жизни большинства, а взял только киношную среду, досконально ему известную, и на её примере показал, что происходило в то время.

### Тема курения
Среди претензий, предъявляемых к сериалу, часто упоминаются многочисленные сцены с курением. Так, Ассоциация «Здоровые регионы» (Тверь) подала жалобы в Останкинскую межрайонную прокуратуру города Москвы и Роскомнадзор по фактам нарушения федеральных законов Первым каналом российского телевидения. В заявлении говорится, что никаким художественным замыслом объяснить столь частую демонстрацию курения в фильме «Оттепель» невозможно, и тем самым нарушается требования Федерального закона Российской Федерации от 23 февраля 2013 г. № 15-ФЗ «Об охране здоровья граждан от воздействия окружающего табачного дыма и последствий потребления табака». Автор жалобы намерен привлечь к ответственности Тодоровского за каждую показанную в кадре затяжку.
Лидер ЛДПР Владимир Жириновский тоже возмущён тем, что на Первом канале в прайм-тайм показывают сериал, в котором герои беспрерывно курят и пьют, и предложил убрать его из эфира.
5 декабря 2013 года «Первый канал» в программе «Вечерний Ургант» показал пародию «Вечерняя оттепель».
7 декабря 2013 года режиссёр Марк Захаров поделился своим впечатлением от просмотренных серий: «Из своего кинематографического опыта я знаю: часто бывает, режиссёр и актёр не знают, что делать. Тогда они закуривают. А бывает, покурят-покурят да и выпьют. Глядишь, и дело само сдвинулось с мёртвой точки. Но если бы я снимал картину о кинематографе, таких сцен избегал бы. Или чередовал их и содержательные эпизоды. Иначе возникает ощущение, что создателям картины нечего сказать».

## «„Оттепель“ в стихах»
Незадолго до начала показа сериала «Первый канал» запустил проект «„Оттепель“ в стихах» — серию роликов, в которых актёры сериала читают стихи поэтов той поры.
- «По несчастью или к счастью, истина проста…» Геннадия Шпаликова читает Михаил Ефремов[27].
- «Людей теряют только раз» Геннадия Шпаликова читает Александр Яценко[28].
- «Прощай, Садовое кольцо» Геннадия Шпаликова читает Евгений Цыганов[29].
- «Из глубины моих невзгод…» Беллы Ахмадулиной читает Виктория Исакова[30].
- «В тот месяц май…» Беллы Ахмадулиной читает Анна Чиповская[31].

## Награды
- 2014 — специальный приз Совета Российской академии кинематографических искусств «Ника» «За творческие достижения в искусстве телевизионного кинематографа» за 2013 год[2][3].
- 2014 — призы Ассоциации продюсеров кино и телевидения за 2013 год в номинациях[32]:
  - «Лучший телевизионный мини-сериал (5 — 24 серий)»
  - «Лучшая режиссёрская работа» — Валерию Тодоровскому
  - «Лучшая музыка к телефильму/сериалу» — Константину Меладзе
  - «Лучшая операторская работа» — Ивану Гудкову и Фёдору Ляссу
  - «Лучшая работа художника по костюмам» — Владимиру Купцову
  - «Лучшая работа художника по гриму» — Ирине Мельниковой и Елене Соколовой
  - «Лучшая работа звукорежиссёра» — Олегу Шлоссу и Алексею Майсеенко
  - «Лучшая актриса телевизионного фильма/сериала» — Виктории Исаковой.
- 2014 — премия «ТЭФИ»[33]:
  - Лучший телевизионный фильм / сериал
  - Телевизионный продюсер сезона — Валерий Тодоровский
  - Лучший актёр телевизионного фильма/сериала — Михаил Ефремов
- Кроме того на премию «ТЭФИ» были номинированы актёры Виктория Исакова и Евгений Цыганов.
- 2015 — премия «Золотой орёл»: 
  - Лучший телевизионный сериал (более 10 серий)
  - Лучшая мужская роль на телевидении — Евгений Цыганов (за роль Виктора Хрусталёва)
  - Лучшая женская роль на телевидении — Виктория Исакова (за роль Инги Хрусталёвой)
  - номинации на премию — Анна Чиповская (за роль Марьяны Пичугиной) и Александр Яценко (за роль Егора Мячина).
- 2015 — Премия Правительства Российской Федерации в области культуры за 2015 год — Валерию Тодоровскому, Дмитрию Константинову, Алёне Званцовой, Виктории Исаковой, Евгению Цыганову — за создание телевизионного сериала «Оттепель»[34]